# Distretto di Sondor
Il distretto di Sondor è un distretto del Perù  facente parte della provincia di Huancabamba, nella regione di Piura.